# Olga Tubau i Martínez
Olga Tubau i Martínez (París, 1961) és una advocada catalana. És coneguda per haver aconseguit l'absolució del major dels Mossos d'Esquadra Josep Lluís Trapero i de la intendenta Teresa Laplana en el judici a l'Audiència Nacional de Madrid, malgrat l'acusació i el processament pels delictes de rebel·lió i sedició en el marc del Judici al procés independentista català. Així com per haver assumit la defensa del regidor barceloní Eloi Badia per la renovació del conveni de cessió del Casal Popular Tres Lliris del barri de Gràcia. Tubau també va ser l'artífex de l'absolució dels policies acusats de les lesions a l'ull esquerre en el cas Ester Quintana.

## Trajectòria
Olga Tubau va néixer el 1961 a París, ciutat on els seus pares es van conèixer després d'emigrar. Allà va viure fins al 1974, quan la família va tornar als Països Catalans. Va estudiar al Liceu Francès de Barcelona, on va conèixer la seva amiga i companya, Berta del Castillo que era filla de l'advocat penalista Luis del Castillo, que en conèixer Tubau la va convèncer perquè estudiés lleis.
Va llicenciar-se en Dret a la Universitat de Barcelona el 1985 i va fer un màster en Dret penal a la mateixa universitat. Va començar a treballar com a penalista al despatx de Francesc Jufresa, fins que va muntar el seu bufet el 2004. Ha estat membre de la junta de govern de l'Il·lustre Col·legi d'Advocats de Barcelona i advocada assessora del servei d'atenció a les víctimes de delictes de l'Ajuntament de Barcelona. També exerceix periòdicament com a professora de Dret Penal.
Tubau ha treballat d'advocada en desenes de casos, alguns de força mediàtics, com la defensa del regidor de l'Ajuntament de Banyoles Josep Alsina arran de l'accident del Naufragi de l'estany de Banyoles, o la defensa de Segundo Marey, un ciutadà francès segrestat i torturat el 1983 durant nou dies pels Grups Antiterroristes d'Alliberament perquè havia estat confós per un membre de l'organització Euskadi Ta Askatasuna. El judici del cas Marey va acabar el 1998 amb la condemna a deu anys de presó per terrorisme d'estat del ministre d'Interior José Barrionuevo, del director general de seguretat de l'estat Rafael Vera i del governador civil de Biscaia Julián Sancristóbal. També van ser condemnats a pagar una indemnització de trenta milions de pessetes. Poc després, amb un temps rècord de tres mesos, van ser indultats.
El 2016 va ser l'advocada del subinspector dels Mossos d'Esquadra absolt de l'acusació d'haver buidat l'ull a Ester Quintana, amb una escopeta de pilotes de goma, durant la vaga general europea de 2012 a Barcelona. El 2023 va ser l'advocada del dirigent esportiu Luis Rubiales, expresident de la Reial Federació Espanyola de Futbol (RFEF), en el judici a l'Audiència Nacional espanyola pel petó no consentit a la futbolista Jenni Hermoso.